# Пренжі (Верхня Савоя)
Пренжі́ (фр. Pringy) — колишній муніципалітет у Франції, у регіоні Овернь-Рона-Альпи, департамент Верхня Савоя. Населення — 4031 осіб (2011).
Муніципалітет був розташований на відстані близько 430 км на південний схід від Парижа, 105 км на схід від Ліона, 4 км на північ від Ансі.

## Історія
До 2015 року муніципалітет перебував у складі регіону Рона-Альпи. Від 1 січня 2016 року належав до нового об'єднаного регіону Овернь-Рона-Альпи.
1 січня 2017 року Пренжі, Ансі-ле-В'є, Кран-Жевріє, Мейте i Сейно було приєднано до муніципалітету Ансі.

## Демографія
Динаміка населення (INSEE ):
Розподіл населення за віком та статтю (2006):
| Стать | Всього | До 15 років | 15-24 | 25-44 | 45-64 | 65-85 | Понад 85 |
| --- | ------ | ----------- | ----- | ----- | ----- | ----- | -------- |
| Чоловіки | 1596   | 318         | 174   | 461   | 416   | 204   | 23       |
| Жінки | 1665   | 347         | 174   | 507   | 441   | 177   | 19       |
| \| Статево-вікова піраміда \| Статево-вікова піраміда \| Статево-вікова піраміда \| \| ----------------------- \| ----------------------- \| ----------------------- \| \| Чоловіки \| Вік \| Жінки \| \| 23 \| 85 + \| 19 \| \| 34 \| 80-84 \| 34 \| \| 45 \| 75-79 \| 49 \| \| 53 \| 70-74 \| 60 \| \| 72 \| 65-69 \| 34 \| \| 110 \| 60-64 \| 98 \| \| 110 \| 55-59 \| 113 \| \| 102 \| 50-54 \| 98 \| \| 94 \| 45-49 \| 132 \| \| 117 \| 40-44 \| 144 \| \| 136 \| 35-39 \| 155 \| \| 121 \| 30-34 \| 110 \| \| 87 \| 25-29 \| 98 \| \| 68 \| 20-24 \| 57 \| \| 106 \| 15-20 \| 117 \| \| 106 \| 10-14 \| 136 \| \| 121 \| 5-9 \| 98 \| \| 91 \| 0-4 \| 113 \| |        |             |       |       |       |       |          |
| Статево-вікова піраміда |        |             |       |       |       |       |          |
| Чоловіки | Вік    | Жінки       |       |       |       |       |          |
| 23 | 85 +   | 19          |       |       |       |       |          |
| 34 | 80-84  | 34          |       |       |       |       |          |
| 45 | 75-79  | 49          |       |       |       |       |          |
| 53 | 70-74  | 60          |       |       |       |       |          |
| 72 | 65-69  | 34          |       |       |       |       |          |
| 110 | 60-64  | 98          |       |       |       |       |          |
| 110 | 55-59  | 113         |       |       |       |       |          |
| 102 | 50-54  | 98          |       |       |       |       |          |
| 94 | 45-49  | 132         |       |       |       |       |          |
| 117 | 40-44  | 144         |       |       |       |       |          |
| 136 | 35-39  | 155         |       |       |       |       |          |
| 121 | 30-34  | 110         |       |       |       |       |          |
| 87 | 25-29  | 98          |       |       |       |       |          |
| 68 | 20-24  | 57          |       |       |       |       |          |
| 106 | 15-20  | 117         |       |       |       |       |          |
| 106 | 10-14  | 136         |       |       |       |       |          |
| 121 | 5-9    | 98          |       |       |       |       |          |
| 91 | 0-4    | 113         |       |       |       |       |          |

## Економіка
2010 року серед 2671 особи працездатного віку (15—64 років) 2059 були активними, 612 — неактивними (показник активності 77,1%, у 1999 році було 71,8%). З 2059 активних мешканців працювало 1969 осіб (1023 чоловіки та 946 жінок), безробітними було 90 (33 чоловіки та 57 жінок). Серед 612 неактивних 234 особи були учнями чи студентами, 239 — пенсіонерами, 139 були неактивними з інших причин.

У 2010 році в муніципалітеті числилось 1605 оподаткованих домогосподарств, у яких проживали 3995,0 особи, медіана доходів виносила 26 782 євро на одного особоспоживача